# Harraria diehlella
Harraria diehlella är en fjärilsart som beskrevs av Antoine Fortuné Marion och Pierre E.L. Viette 1956. Harraria diehlella ingår i släktet Harraria och familjen mott. Inga underarter finns listade i Catalogue of Life.